# A malájföldi japán invázió fő eseményei
Malájföld japán inváziója a második világháború egyik hadmozdulata volt, amely 1941 decemberében és 1942 januárjában zajlott le.

## 1941
- December 7. – A japán légierő malájföldi brit állásokat támad.
- December 8. – Japán csapatok partra szállnak a Kra-félszigeten Szingoránál és Pataninál, valamint Malájföld keleti partján, Kota Bharunál. A brit 8. indiai ezred feleveszi a harcot. A Brit Királyi Légierő kiüríti a Kota Bharu-i légitámaszpontot, az indiai ezred pedig visszavonul.
- December 9. – A japánok újabb csapatokat tesznek partra Kota Bharunál.
- December 10. – Elesik a Kota Bharu-i repülőtér.
- December 11. – Észak-Malájföldön Jitrából Alor Star felé vonul vissza a 11. indiai hadosztály.
- December 12. – Krohnál súlyos támadás éri a briteket, 85 japán zuhanóbombázó csapást mér Penangra.
- December 14. – A japánok beveszik Alor Star repülőterét, és megtámadján a guruni állásokat.
- December 15. – Jamasita Alor Starba helyezi át főhadiszállását, a britek kiürítik a Butterworth-repülőteret.
- December 16. – Japán partraszállás a Penang-szigeten, a britek evakuálják a szigetet.
- December 17. – A japán csapatok beveszik Penangot, a brit csapatok visszavonulnak a Perak-folyóig.
- December 18. – Harcok Selamánál
- December 19. – A hátráló britek elérik Kuala Kangsart, súlyos harcok bontakoznak ki Sumpitannál.
- December 20. – A japán alakulatok tutajokon leereszkednek a Perak-folyón, és megtámadják a védőket Lenggongnál.
- December 21. – A thai kormány szövetségre lép a japánokkal, Heath tábornok általános visszavonulást rendel el.
- December 23. – A britek befejezik az átkelést a Perakon.
- December 24. – Indiai csapatok összecsapnak a japánokkal Chemornál.
- December 26. – A japánok átkelnek a Perak-folyón. A japánok, érezve a brit ellenállás gyengülését, továbbnyomulnak maguk előtt kergetve a védőket.
- December 28. – A szövetségesek befejezik új védelmi állásuk kiépítését Kampar körül.
- December 29. – Megkezdődik a kampari csata.

## 1942
- Január 2. – A britek feladják Kampart.
- Január 3. – Az első brit erősítés megérkezik Szingapúrba. A szövetségesek kiürítik Kuantant.
- Január 4. – A hátráló szövetségesek elérik a Slim-folyót.
- Január 5. – A szövetséges hadvezetés stratégiai megbeszélést tart.
- Január 6. – Megérkezik Szingapúrba Archibald Wawell tábornok, az ABDA parancsnoka.
- Január 7. – Harcok Trolaknál.
- Január 8. – Lewis Heath utasítást kap Wawelltől, hogy kezdje meg a végső visszavonulás kidolgozását.
- Január 10. – Japán támadás Serendahnál, Kuala Lumpurtól északra, a szövetségesek megkezdik a visszavonulást Johore államba.
- Január 11. – Elesik Kuala Lumpur két repülőtere, légicsapás éri Muart.
- Január 14. – A japán gyalogság egy része átkel a Gemencheh-folyó hídján, mielőtt az ausztrálok felrobbantják.
- Január 15. – A japánok Malacca felé haladnak, majd átkelnek Muarnál a folyón. Japán partraszállás Batu Pahatnál.
- Január 18. – Az ausztrálok Bakri felé hátrálnak.
- Január 19. – A briteket kivetik állásaikból Bukit Pelandoknál, légitámadás éri Bakrit.
- Január 23. – A britek felrobbantják a Yong Peng-hidat.
- Január 26. – Kiadják az utasítást a visszavonulásra Johore Bahruba.
- Január 30. – Megkezdődik az átkelés a Johore-szoroson Szingapúrba.
- Január 31. – Valamennyi szövetséges csapat eléri Szingapúrt.
- Február 1. – A britek felrobbantják a Johore-szoroson átvezető töltést.